# Abagrotis cupidissima
Abagrotis cupidissima är en fjärilsart som beskrevs av Smith 1890. Abagrotis cupidissima ingår i släktet Abagrotis och familjen nattflyn. Inga underarter finns listade i Catalogue of Life.